# Torneo de las Cuatro Naciones 1884
El Torneo de las Cuatro Naciones de 1884 (Home Nations Championship 1884) fue la segunda edición del principal Torneo del hemisferio norte de rugby.
Esta edición del torneo fue ganada por Inglaterra.

## Clasificación
| Lugar | Selección  | Partidos | Partidos | Partidos  | Partidos | Puntos  | Puntos    | Puntos | Tabla de puntos |
| Lugar | Selección  | Jugados  | Ganados  | Empatados | Perdidos | A favor | En contra | dif.   | Tabla de puntos |
| ----- | ---------- | -------- | -------- | --------- | -------- | ------- | --------- | ------ | --------------- |
| 1     | Inglaterra | 3        | 3        | 0         | 0        | 11      | 4         | +7     | 6               |
| 2     | Escocia    | 3        | 2        | 0         | 1        | 13      | 4         | +9     | 4               |
| 3     | Gales      | 3        | 1        | 0         | 2        | 8       | 9         | -1     | 2               |
| 4     | Irlanda    | 3        | 0        | 0         | 3        | 1       | 16        | -15    | 0               |

## Resultados
| 5 de enero | Inglaterra | 5 - 3 | Gales | Leeds, |  |

| 12 de enero | Gales | 0 - 4 | Escocia | Newport, |  |

| 4 de febrero | Irlanda | 0 - 3 | Inglaterra | Dublín, |  |

| 16 de febrero | Escocia | 8 - 1 | Irlanda | Edimburgo, |  |

| 1 de marzo | Inglaterra | 3 - 1 | Escocia | Londres, |  |

| 12 de abril | Gales | 1 - 0 | Irlanda | Cardiff, |  |

## Premios especiales
- Triple Corona:  Inglaterra
- Copa Calcuta:  Inglaterra